# شاگی اوتیس
شاگی اوتیس (انگلیسی: Shuggie Otis؛ زادهٔ ۳۰ نوامبر ۱۹۵۳) خواننده-ترانه‌پرداز، تهیه‌کننده موسیقی، نوازنده پیانو و گیتارنواز اهل ایالات متحده آمریکا است. او را بیشتر با قطعهٔ نامه توت‌فرنگی ۲۳ (Strawberry Letter 23) که سال ۱۹۷۷ بر صدر جدول آهنگ‌های داغ آراندبی/هیپ-هاپ نشست و رتبهٔ پنجم ۱۰۰ آهنگ داغ بیلبورد را از آنِ خود کرد، می‌شناسند.